# تسلیم (فیلم ۱۹۷۶)
تسلیم (انگلیسی: Submission) با نامِ اصلیِ رسوایی (ایتالیایی: Scandalo) یک فیلم ایتالیایی به کارگردانی سالواتوره سامپری است که در سال ۱۹۷۶ منتشر شد.

## بازیگران
- فرانکو نرو
- لیزا گاستونی
- آندریا فریول
- کارلا کالو
- ریمون پلیگران
- کلاودیا مارزانی